# Barry Waddell
Barry Waddell   (Burwood, 20 d'octubre de 1936 - Hawthorn, 13 d'abril de 2024) fou un ciclista australià, ja retirat, que professional entre 1963 i 1970. Durant la seva carrera esportiva guanyà dues vegades el Campionat d'Austràlia en ruta i cinc vegades consecutives el Herald Sun Tour, de 1964 a 1968. El 1964 i 1966 va rebre el Sir Hubert Opperman Trophy.

## Palmarès
- 1963
  - 1r als Sis dies de Perth (amb Ian Campbell)
- 1964
  -  Campió d'Austràlia en ruta
  - 1r al Herald Sun Tour
- 1965
  - 1r al Herald Sun Tour
  - 1r als Sis dies de Launceston (amb Ian Chapman)
- 1966
  - 1r al Herald Sun Tour
- 1967
  - 1r al Herald Sun Tour
  - 1r als Sis dies de Maryborough (amb Sid Patterson)
  - 1r als Sis dies de Whyalla (amb Joe Ciavola)
- 1968
  -  Campió d'Austràlia en ruta
  - 1r al Herald Sun Tour
- 1969
  - 1r als Sis dies de Melbourne (amb Ian Stringer)